# Photorhabdus luminescens
Photorhabdus luminescens (precedentemente chiamato Xenorhabdus luminescens ) è un batterio gram-negativo appartenente alla classe dei Gammaproteobacteria della famiglia Morganellaceae. Questo batterio è un patogeno letale degli insetti.

## Descrizione
P. luminescens è un batterio che vive in simbiosi nell'intestino del nematode Heterorhabditis bacteriophora. Quando il nematode infetta un insetto, P. luminescens viene rilasciato nel flusso sanguigno per rigurgito nell’emocele, uccidendo l'ospite entro 48 ore, attraverso la produzione di tossine come il complesso proteico insetticida ad alto peso molecolare TCA. P. luminescens produce anche una tossina proteica attraverso l'espressione di un singolo gene. Il batterio è stato utilizzato come biopesticida negli Stati Uniti e in Australia.
P. luminescens, inoltre, produce enzimi che decompongono il corpo dell'insetto infetto e lo convertono in sostanze nutritive che possono essere utilizzate sia dai nematodi che dai batteri. In questo modo, entrambi gli organismi ottengono nutrienti sufficienti per replicarsi (o riprodursi nel caso del nematode) più volte. I batteri entrano nella progenie dei nematodi che si sviluppano.
Per quanto riguarda il nematode Heterorhabditis megidis, P. luninescens produce 3,5-diidrossi-4-isopropil-trans-stilbene, conosciuto come Tapinarof. Secondo alcuni esperimenti effettuati con larve infette di Galleria mellonella, gli scienziati sostengono l'ipotesi che il composto prodotto dal batterio abbia proprietà antibiotiche che aiutano a ridurre al minimo la concorrenza di altri microrganismi e prevengono la putrefazione del cadavere dell'insetto infettato.
P. luminescens è bioluminescente, anche se la ragione di ciò non è ancora stata compresa correttamente. A differenza degli altri membri facenti parte dell’ordine Enterobacteria, P. luminescens è incapace di ridurre i nitrati e può fermentare solo glucosio e mannosio.

## Curiosità
Durante la guerra di secessione americana, più precisamente nella battaglia di Shiloh, P. luminescens ha infettato numerosi soldati che si trovavano nel fango, facendo brillare le ferite con la sua bioluminescenza. La capacità del batterio di produrre antibiotico naturale ha permesso la sopravvivenza dei soldati, che si sono poi liberati facilmente del batterio al ritorno delle condizioni atmosferiche regolari. Ciò ha portato al soprannome del fenomeno "L'aura dell'Angelo" (in inglese Angel's Glow). Attualmente non ci sono resoconti scientifici che dimostrano questo fenomeno, il che significa che potrebbe essere un mito o che le condizioni naturali, come il clima e la flora, la scarsa illuminazione, l'abbondanza di sangue, il tempo, la presenza di pioggia e di umidità abbiano influito nella sopravvivenza dei soldati.